# Serie D 2011-2012
La Serie D 2011-2012 è stata la 64ª edizione del campionato interregionale di calcio disputata in Italia. Il campionato è iniziato il 4 settembre 2011. Sono state effettuate pause a Natale e Capodanno, e a febbraio per il Torneo di Viareggio, al quale ha partecipato anche la Rappresentativa Serie D.

## Stagione
Al torneo hanno preso parte 168 squadre, divise in 9 gironi, tre dei quali composti da 20 squadre e sei da 18 squadre. Tra esse figuravano 16 club reintegrati di cui 11 ripescati, 1 riammesso (Montecchio) e 4 in soprannumero (Salerno, Ravenna, Cosenza e Brindisi) dopo la mancata iscrizione ai campionati professionistici.
Infine due squadre retrocesse dalla Lega Pro Seconda Divisione non si sono iscritte al campionato: Pomezia e Villacidrese.
Da questa stagione anche in Serie D sono stati aboliti i pari merito, essendo entrato in vigore l'uso integrale della classifica avulsa.
Il 15 dicembre 2011 l'Aquanera Comollo militante nel girone A è stata esclusa dal torneo per irregolarità in fase di iscrizione, e di conseguenza sono stati annullati tutti i punti e le partite disputate, mentre il girone A è continuato con 19 squadre: ciò non ha comunque significato che il ruolo dell'Aquanera fosse divenuto irrilevante ma, per il combinato delle NOIF della FIGC, essa è stata considerata in ogni caso come ultima classificata, tanto da impegnare uno dei posti destinati alla retrocessione.
La squadra riammessa dall'Alta Corte di Giustizia Sportiva del CONI:
- Montecchio

Le 11 squadre ripescate sono:
- Cerea
- Sestese
- Lascaris
- Villafranca Veronese
- Civitavecchia
- Sant'Antonio Abate
- Adrano
- Carpenedolo
- Fidenza
- Miglianico
- Verbano

Le 4 squadre ammesse in soprannumero sono:
- Salerno[5][6]
- Ravenna
- Cosenza
- Brindisi

Le squadre non iscritte al campionato sono:
- Rovigo
- Chioggia Sottomarina
- Sarzanese
- Venafro
- Angri
- Forza e Coraggio
- Sapri

Inoltre sono avvenuti le seguenti cessioni, acquisizioni di titoli sportivi o cambi di denominazione.
- Il Mobilieri Ponsacco cede il titolo sportivo al Pelli Santacroce[7]
- La Capriatese cede il titolo sportivo al Nuvla San Felice.
- Il Fortis Altamura cambia denominazione sociale in Irsinese.
- La neopromossa dall'Eccellenza Emilia-Romagna, il Bettola Ponte, cambia denominazione in Atletico Pro Piacenza.
- La neopromossa dall'Eccellenza Lombardia, il Mapello, si fonde con il Bonate di Sopra e cambia denominazione in MapelloBonate.
- La neopromossa dall'Eccellenza Campania, il Serre Alburni, trasferisce il titolo al Vallo della Lucania e cambia denominazione sociale dando vita al Gelbison Vallo della Lucania.

## Squadre partecipanti

### Girone A
- Acqui
- Albese
- Aquanera Comollo
- Asti
- Bogliasco D'Albertis
- Borgosesia
- Cantù San Paolo
- Chiavari Caperana
- Chieri
- Derthona
- Folgore Caratese
- Lascaris
- Lavagnese
- Naviglio Trezzano
- Novese
- Pro Imperia
- Saint-Christophe
- Santhià
- Verbano
- Villalvernia VB

### Girone B
- AlzanoCene
- Atletico BP Pro Piacenza
- Aurora Seriate
- Rudianese
- Caronnese
- Carpenedolo
- Castellana
- Colognese
- Darfo Boario
- Fidenza
- Fiorenzuola
- Gallaratese
- Gozzano
- MapelloBonate
- Olginatese
- Pizzighettone
- Pontisola
- Seregno
- Sterilgarda Castiglione
- Voghera

### Girone C
- Belluno
- Città di Concordia
- Delta Porto Tolle
- Giorgione
- ISM Gradisca
- Legnago
- Mezzocorona
- Montebelluna
- Montecchio
- Pordenone
- Sacilese
- SanDonàJesolo
- Sankt Georgen
- Sanvitese
- Sarego
- Tamai
- Venezia
- Union Quinto

### Girone D
- Bagnolese
- Camaiore
- Cerea
- Este
- Forcoli
- Forlì
- Lanciotto Campi Bisenzio
- Mezzolara
- Pelli SantaCroce
- Pistoiese
- Ravenna
- Rosignano Sei Rose
- San Paolo PD
- Scandicci
- Sestese
- Tuttocuoio
- Villafranca Veronese
- Virtus Castelfranco
- Virtus Pavullese
- Virtus Verona

### Girone E
- Arezzo
- Castel Rigone
- Deruta
- Flaminia C.C.
- Group Città di Castello
- Orvietana
- Pianese
- Pierantonio
- Pontedera
- Pontevecchio
- Sansepolcro
- Sansovino
- Trestina
- Sporting Terni
- Todi
- Viterbese
- Voluntas Spoleto
- Zagarolo

### Girone F
- Ancona
- Atessa Val di Sangro
- Atletico Trivento
- Civitanovese
- Isernia
- Jesina
- Luco Canistro
- Miglianico
- Olympia Agnonese
- Real Rimini
- Recanatese
- R.C. Angolana
- Riccione
- Sambenedettese
- San Nicolò
- Santegidiese
- Teramo
- Vis Pesaro

### Girone G
- Anziolavinio
- Arzachena
- Astrea
- Bacoli Sibilla Flegrea
- Boville Ernica
- Budoni
- Città di Marino
- Civitavecchia
- Cynthia
- Fidene
- Monterotondo
- Palestrina
- Pomigliano
- Porto Torres
- Progetto Sant'Elia
- Salerno
- Selargius
- Sora

### Girone H
- Angelo Cristofaro
- Brindisi
- Casertana
- CTL Campania
- Fortis Trani
- FC Francavilla
- Gaeta
- Grottaglie
- Internapoli Marano
- Irsinese
- Ischia Isolaverde
- Martina
- Nardò
- Real Nocera Superiore
- Sarnese
- Turris
- Viribus Unitis
- Casarano

### Girone I
- Acireale
- Acri
- Adrano
- Battipagliese
- Cittanova Interpiana
- Cosenza
- Gelbison
- HinterReggio
- Licata
- Marsala
- Messina
- Nissa
- Noto
- Nuvla San Felice
- Palazzolo
- Sambiase
- Sant'Antonio Abate
- Valle Grecanica

## Play-off nazionali
A causa del blocco dei ripescaggi deliberato dalla FIGC il 7 maggio, i playoff di Serie D saranno efficaci solo nel caso in cui in estate ci dovessero essere più di 17 fallimenti fra le 77 società affiliate alla Lega Pro, comportando la restaurazione del campionato di Serie C a 60 squadre.
L'inizio è fissato per il 13 maggio, vi prendono parte dalla 2ª alla 5ª classificata di ogni girone più la migliore semifinalista di Coppa Italia (secondo il quoziente punti ottenuti nella manifestazione), la finalista e la vincente della Coppa Italia. La prima fase è caratterizzata dagli abbinamenti di girone, con gare uniche 2ª contro 5ª e 3ª contro 4ª, le cui vincenti si affrontano nella seconda fase (16 maggio). Nella terza fase (20 maggio) vi partecipano le 9 vincenti il turno precedente più la migliore semifinalista di Coppa Italia. Il diritto a giocare in casa è determinato dall'assegnazione di cinque teste di serie secondo una graduatoria stilata in virtù della migliore posizione in classifica al termine della stagione regolare (in caso di parità si vede il quoziente punti). La quarta fase ha inizio il 27 maggio e vi partecipano le 5 squadre vincenti il turno precedente più la perdente della finale di Coppa Italia (teste di serie e abbinamenti decisi con gli stessi criteri della terza fase). Proseguendo, accedono alle semifinali (3 giugno) le società che passano il turno alle quali si aggiunge la vincente della Coppa Italia. La finale è fissata per il 10 giugno in gara unica e in campo neutro..

### Terza Fase
Il diritto a giocare in casa è determinato dall'assegnazione di cinque teste di serie secondo una graduatoria stilata in virtù della migliore posizione in classifica al termine della stagione regolare (in caso di parità si vede il quoziente punti). Gli abbinamenti delle partite vengono fatti tenendo conto della vicinanza geografica tra le squadre interessate.
Teste di Serie:
1°  Sambenedettese (2ª classificata Girone F)

2°  Sarnese (2ª classificata Girone H)

3°  Arezzo (2ª classificata Girone E)

4°  Pontisola (2ª classificata Girone B)

5°  Cosenza (2ª classificata Girone I)
Le altre 5 squadre qualificate:
6°  Este (3ª classificata Girone D)

7°  Legnago (3ª classificata Girone C)

8°  Pomigliano (3ª classificata Girone G)

9°  Lavagnese (5ª classificata Girone A)

10°  Bogliasco D'Albertis (migliore semifinalista della Coppa Italia di Serie D)
|                | Risultati     |                      | Luogo e data   |
| -------------- | ------------- | -------------------- | -------------- |
| Sambenedettese | 1-0           | Este                 | 20 maggio 2012 |
| Sarnese        | 1-1 (5-6 dtr) | Lavagnese            | 20 maggio 2012 |
| Arezzo         | 2-0           | Bogliasco D'Albertis | 20 maggio 2012 |
| Pontisola      | 0-1           | Legnago              | 20 maggio 2012 |
| Cosenza        | 3-0           | Pomigliano           | 20 maggio 2012 |
|                |               |                      |                |

### Quarta Fase
Il diritto a giocare in casa è determinato dall'assegnazione di tre teste di serie secondo una graduatoria stilata in virtù della migliore posizione in classifica al termine della stagione regolare (in caso di parità si vede il quoziente punti). Gli abbinamenti delle partite vengono fatti tenendo conto della vicinanza geografica tra le squadre interessate.
Teste di Serie:
1°  Sambenedettese (2ª classificata Girone F)

2°  Arezzo (2ª classificata Girone E)

3°  Cosenza (2ª classificata Girone I)
Le altre 3 squadre qualificate:
4°  Legnago (3ª classificata Girone C)

5°  Lavagnese (5ª classificata Girone A)

6°  SanDonàJesolo (finalista della Coppa Italia di Serie D)
|                | Risultati     |               | Luogo e data   |
| -------------- | ------------- | ------------- | -------------- |
| Sambenedettese | 1-1 (4-5 dtr) | Legnago       | 27 maggio 2012 |
| Arezzo         | 1-1 (3-4 dtr) | SanDonàJesolo | 27 maggio 2012 |
| Cosenza        | 1-0           | Lavagnese     | 27 maggio 2012 |
|                |               |               |                |

### Semifinali
Alle semifinali hanno accesso Legnago, SanDonàJesolo, Cosenza e Sant'Antonio Abate (vincitore della Coppa Italia di Serie D).
|         | Risultati     |                    | Luogo e data           |
| ------- | ------------- | ------------------ | ---------------------- |
| Legnago | 0-2           | SanDonàJesolo      | Belluno, 3 giugno 2012 |
| Cosenza | 4-4 (9-8 dtr) | Sant'Antonio Abate | Matera, 3 giugno 2012  |
|         |               |                    |                        |

### Finale
|               | Risultati |         | Luogo e data           |
| ------------- | --------- | ------- | ---------------------- |
| SanDonàJesolo | 2-3       | Cosenza | Arezzo, 10 giugno 2012 |
|               |           |         |                        |

## Poule scudetto
Lo Scudetto Dilettanti viene assegnato dopo un torneo fra le vincitrici dei 9 gironi. Le squadre vengono divise in 3 triangolari le cui vincitrici, più la migliore seconda, accedono alle semifinali e poi alla finale unica in campo neutro.

### Turno preliminare

#### Triangolare 1
| Squadra                    | P.ti | G | V | N | P | GF | GS | DR |
| -------------------------- | ---- | - | - | - | - | -- | -- | -- |
| 1. Venezia                 | 6    | 2 | 2 | 0 | 0 | 7  | 0  | +7 |
| 2. Saint-Christophe        | 1    | 2 | 0 | 1 | 1 | 0  | 3  | -3 |
| 3. Sterilgarda Castiglione | 1    | 2 | 0 | 1 | 1 | 0  | 4  | -4 |

|                         | Risultati |                         | Luogo e data                               |
| ----------------------- | --------- | ----------------------- | ------------------------------------------ |
| Saint-Christophe        | 0-0       | Sterilgarda Castiglione | Aosta, 13 maggio 2012                      |
| Venezia                 | 3-0       | Saint-Christophe        | Venezia, 16 maggio 2012                    |
| Sterilgarda Castiglione | 0-4       | Venezia                 | Castiglione delle Stiviere, 20 maggio 2012 |
|                         |           |                         |                                            |

#### Triangolare 2
| Squadra      | P.ti | G | V | N | P | GF | GS | DR |
| ------------ | ---- | - | - | - | - | -- | -- | -- |
| 1. Teramo    | 6    | 2 | 2 | 0 | 0 | 6  | 3  | +3 |
| 2. Forlì     | 3    | 2 | 1 | 0 | 1 | 6  | 6  | 0  |
| 3. Pontedera | 0    | 2 | 0 | 0 | 2 | 4  | 7  | -3 |

|           | Risultati |           | Luogo e data   |
| --------- | --------- | --------- | -------------- |
| Forlì     | 2-3       | Teramo    | 13 maggio 2012 |
| Pontedera | 3-4       | Forlì     | 16 maggio 2012 |
| Teramo    | 3-1       | Pontedera | 20 maggio 2012 |
|           |           |           |                |

#### Triangolare 3
| Squadra         | P.ti | G | V | N | P | GF | GS | DR |
| --------------- | ---- | - | - | - | - | -- | -- | -- |
| 1. Salerno      | 4    | 2 | 1 | 1 | 0 | 4  | 1  | +3 |
| 2. Martina      | 4    | 2 | 1 | 1 | 0 | 4  | 3  | +1 |
| 3. HinterReggio | 0    | 2 | 0 | 0 | 2 | 4  | 8  | -4 |

|              | Risultati |              | Luogo e data   |
| ------------ | --------- | ------------ | -------------- |
| Martina      | 0-0       | Salerno      | 13 maggio 2012 |
| HinterReggio | 3-4       | Martina      | 16 maggio 2012 |
| Salerno      | 4-1       | HinterReggio | 20 maggio 2012 |
|              |           |              |                |

### Semifinali
|         | Risultati     |         | Luogo e data                      |
| ------- | ------------- | ------- | --------------------------------- |
| Venezia | 1-1 (5-2 dtr) | Martina | Città di Castello, 24 maggio 2012 |
| Teramo  | 1-1 (5-3 dtr) | Salerno | Umbertide, 24 maggio 2012         |
|         |               |         |                                   |

### Finale
|         | Risultati |        | Luogo e data           |
| ------- | --------- | ------ | ---------------------- |
| Venezia | 3-2       | Teramo | Gubbio, 26 maggio 2012 |
|         |           |        |                        |